# Vermilion megye (Louisiana)
Vermilion megye az Amerikai Egyesült Államokban, azon belül Louisiana államban található. Megyeszékhelye és legnagyobb városa Abbeville. Lakosainak száma 57 359 fő (2020. április 1.). Vermilion megye Acadia, Lafayette, Iberia, Cameron és Jefferson Davis megyékkel határos.

## Népesség
A megye népességének változása:
| Lakosok száma | 58 095 | 58 275 | 58 663 | 59 253 | 59 875 | 57 359 |
|               | 2010   | 2011   | 2012   | 2013   | 2015   | 2020   |